# Badminton ai II Giochi olimpici giovanili estivi
Le gare di badminton ai II Giochi olimpici giovanili estivi sono state disputate dal 17 al 22 agosto 2014 al Nanjing Sport Institute di Nanchino. Sono state assegnate medaglie per la gara maschile, per quella femminile e per la prima volta per il doppio misto.

## Medagliere
| Pos.   | Paese         | Oro | Argento | Bronzo | Totale |
| ------ | ------------- | --- | ------- | ------ | ------ |
| 1      | Cina          | 2   | 1       | 1      | 4      |
| 2      | Hong Kong     | 1   | 0       | 0      | 1      |
| 2      | Malaysia      | 1   | 0       | 0      | 1      |
| 4      | Giappone      | 0   | 2       | 0      | 2      |
| 5      | Taipei cinese | 0   | 1       | 0      | 1      |
| 6      | Indonesia     | 0   | 0       | 1      | 1      |
| 6      | Sri Lanka     | 0   | 0       | 1      | 1      |
| 6      | Thailandia    | 0   | 0       | 1      | 1      |
| Totale | Totale        | 4   | 4       | 4      | 12     |

## Podi
| Evento              | Oro                                     | Argento                                     | Bronzo                                            |
| Singolare maschile  | Shi Yuqi                                | Lin Guipu                                   | Anthony Ginting                                   |
| Singolare femminile | He Bingjiao                             | Akane Yamaguchi                             | Busanan Ongbamrungphan                            |
| Doppio misto        | Squadra mista June Wei Cheam Ng Tsz Yau | Squadra mista Lee Chia-Hsin Kanta Tsuneyama | Squadra mista Sachin Angodavidanalage He Bingjiao |